# 铆钮尖丽蚌
铆钮尖丽蚌（学名：Aculamprotula nodulosa）为蚌科尖丽蚌属的淡水双壳纲软体动物。

## 形态
贝壳近椭圆形；壳表具备细微绒毛；主体呈黄绿色或棕黑色。贝壳厚重；具有复杂的瘤突；后背嵴具有人字形粗肋；壳内珍珠光泽。

## 分布与栖息地
主要分布于中国广东、广西以及越南北部。
本种栖息于流速较快的大型河流中；常半掩埋于水较深的泥质或卵石河底滤食生活。